# Liste der Bodendenkmale in Demitz-Thumitz
In der Liste der Bodendenkmale in Demitz-Thumitz sind die Bodendenkmale der Gemeinde Demitz-Thumitz und ihrer Ortsteile nach dem Stand der Auflistung von Harald Quietzsch und Heinz Jacob aus dem Jahr 1982 aufgelistet. Eventuelle Änderungen und Ergänzungen, insbesondere aus der Zeit nach der Wende, sind nicht berücksichtigt, da für Sachsen aktuell keine neueren allgemein zugänglichen Bodendenkmallisten vorliegen. Die Baudenkmale sind in der Liste der Kulturdenkmale in Demitz-Thumitz aufgeführt.
| Denkmal-ID | Fundart            | Ortsteil | Bezeichnung                 | Zeitstellung     | Lage                                                        | Bemerkungen                                                                | Bild |
| ---------- | ------------------ | -------- | --------------------------- | ---------------- | ----------------------------------------------------------- | -------------------------------------------------------------------------- | ---- |
| ?          | besonderer Stein   | Demitz   | Steinkreuz                  | Spätmittelalter  | südwestlicher Ortsteil, südlich der Schmöllner Straße       | Schutz seit 1. Dezember 1971                                               |      |
| ?          | Befestigung > Burg | Pohla    | vermutete Wehranlage „Wall“ | Spätmittelalter? | nordwestlicher Ortsrand, nordöstlich des Kirchhofs          | kleine Viereckumwallung, Schutz seit 25. Januar 1978                       |      |
| ?          | Befestigung > Burg | Pohla    | vermuteter Turmhügel        | Mittelalter      | nördlicher Ortsrand, Nordwestecke des Guts, ehemaliger Park | künstlicher Hügel, Graben nicht festzustellen, Schutz seit 25. Januar 1978 |      |